# Сау Мігель (стадіон)
Стадіон «Сан-Мігель» (порт. Estádio de São Miguel) — стадіон у муніципалітеті Понта-Делгада на португальському архіпелазі Азорські острови. Використовується здебільшого для національних та регіональних футбольних матчів, а також є офіційним домашнім стадіоном «Санта-Клари».

## Історія
Стадіон збудували у 1930 році.
Стадіон схвалений УЄФА, може приймати матчі Ліги чемпіонів УЄФА та Ліги Європи УЄФА, а також є домом для регіональної футбольної команди Азорських островів. Національна збірна Португалії неодноразово проводила на стадіоні матчі, останній з яких — товариський матч з Єгиптом (перемога господарів з рахунком 2:0), який пройшов за повних трибун.
Реконструкція стадіону відбулася у 2008—2009 рр.: покращили освітлення, реконструювали сидіння, поклали новий газон та облаштували зони відпочинку. У 2013—2014 рр. також були заплановані ремонтні роботи та витрати, що включали: покращення та реконструкцію освітлювальних веж та перекваліфікацію зовнішніх просторів стадіону відповідно.

## Архітектура
105 на 70-метровий стадіон вміщує приблизно 12 500 глядачів.